# Struthanthus polyanthus
Struthanthus polyanthus är en tvåhjärtbladig växtart som beskrevs av Carl Friedrich Philipp von Martius. Struthanthus polyanthus ingår i släktet Struthanthus och familjen Loranthaceae.

## Underarter
Arten delas in i följande underarter:
- S. p. gracilis
- S. p. mattogrossensis
- S. p. oblongifolius